# Ramechhap
Ramechhap (in nepalese रामेछाप) è una municipalità del Nepal, capoluogo del distretto di Ramechhap.